# Sofiivka, Novîi Buh
Sofiivka (în ucraineană Софіївка) este localitatea de reședință a comunei Sofiivka din raionul Novîi Buh, regiunea Mîkolaiiv, Ucraina.

## Demografie
Componența lingvistică a localității Sofiivka
     Ucraineană (95,97%)
     Rusă (3,03%)
     Alte limbi (0,78%)
Conform recensământului din 2001, majoritatea populației localității Sofiivka era vorbitoare de ucraineană (95,97%), existând în minoritate și vorbitori de rusă (3,03%).